# Thomas Mason
Pour les articles homonymes, voir Mason.
Thomas Mason, né le 9 août 1964 à Halifax (Canada), est un physicien de la matière condensée canado-américain qui est directeur du laboratoire national de Los Alamos. 

## Biographie
Il obtient un Ph.D. en physique expérimentale de la matière condensée à l'Université McMaster en 1990.
Il est scientifique post-doctoral aux Laboratoires Bell avec un bourse Sloan, scientifique au Laboratoire national Risø (Danemark), professeur associé de physique à l'Université de Toronto.
Mason s'installe à Oak Ridge en 1998 au début de la construction du Spallation Neutron Source (en). Il y est directeur associé de Neutron Sciences. Il dirige l'achèvement du projet de 2001 à 2006.
Il est directeur du laboratoire national d'Oak Ridge de 2007 à 2017.
De 2017 à 2018, il dirige à Battelle Memorial Institute l'ensemble des 6 laboratoires nationaux du DOE.
Le 1er novembre 2018, il devient directeur du Laboratoire national de Los Alamos.